# 射水市立大門中学校
射水市立大門中学校（いみずしりつ だいもんちゅうがっこう）は、富山県射水市にある市立中学校。

## 沿革
- 1970年（昭和45年）11月24日 - 旧・大門中学校と南郷中学校の統合が決定する[2]。
- 1971年（昭和46年）
  - 4月 - 大門中学校と南郷中学校を統合した大門町大島町中学校組合立大門中学校が発足。大島町との地方事務組合としたのは中学校を適正規模にするため[3]。
  - 9月16日 - 大門町と大島町にまたがる現在地（58,732m2）にて埋立工事に着手[3][2]。
- 1972年（昭和47年）6月15日 - グラウンド造成工事完了[2]。
- 1973年（昭和48年）10月6日 - 鉄骨鉄筋造り3階建ての校舎竣工。総工費6億3,933万円[4]。
- 1975年（昭和50年） - 陸上競技場、専用野球場、ハンドボールコート、水泳プール（8月11日設置[5]）などが設置される[6]。
- 1976年（昭和51年）6月19日 - 相撲場開き。横綱輪島関が招待される[7]。
- 1980年（昭和55年）9月5日 - 旧南郷中学校より移設した相撲場が完成[2]。
- 2005年（平成17年）11月1日 - 射水市発足に伴い、大門町大島町中学校組合立大門中学校が射水市立大門中学校となる。

## 部活動

### 運動部
- 剣道部
- ハンドボール部
- バスケットボール部
- 卓球部
- ソフトボール部
- バレーボール部
- サッカー部
- ソフトテニス部
- 柔道部
- 野球部
- 陸上競技部
- 相撲部
- 水泳部
- 体操部

### 文化部
- 放送・演劇部
- 吹奏楽部
- 科学部
- 美術部

## 通学区域
通学区域は以下の通りである 。
| - あおば台一丁目、二丁目 - 市井 - 犬内 - 開口 - 下若 - 生源寺 - 生源寺新 - 大門 - 大門新 - 竹鼻 - 棚田 - 中村 - 枇杷首 - 藤巻 - 二口 - 大門本江 - 本田 | - 水戸田 - 安吉 - 若林 - 流通センター水戸田一丁目～四丁目 - 下条 - 島 - 上条 - 土合 - 西広上 - 広上 - 堀内 - 荒町 - 梅木 - 串田 - 串田新 - 串田新出 - 小泉 - 円池 | - 円池又新 - 布目沢 - 黒河新 - 黒河又新 - 今開発 - 本開発 - 新開発 - 赤井 - 鳥取 - 南高木 - 北高木 - 小林 - 八塚 - 小島 - 中野 - 若杉 - 大島北野 - 北野 - 大門島 |

## 進学前小学校
- 射水市立大門小学校
- 射水市立大島小学校

## 交通アクセス
- あいの風とやま鉄道線越中大門駅から徒歩約9分
- 射水市コミュニティバス
  - 新湊・越中大門駅線　「大門中学校」バス停
  - 新湊・大門線　「大門中学校」バス停
  - 櫛田・大門経由小杉駅線　「大門中学校」バス停（12月～2月の平日のみ運行）
  - 浅井・大門経由小杉駅線　「大門中学校」バス停（12月～2月の平日のみ運行）
  - 小杉駅・水戸田経由大門線　「大門中学校」バス停（12月～2月の平日のみ運行）